# 1980 في فرنسا
فيما يلي قوائم الأحداث التي وقعت خلال عام 1980 في فرنسا.

## رياضة
- 1 يناير – بطولة العالم للعدو الريفي 1980
- 1 يناير – دورة فرنسا المفتوحة 1980
- 29 يونيو – جائزة فرنسا الكبرى 1980 الفائز آلان جونز.

## ظهور
- 1 يناير – مدام فيغارو

## أفلام
من الأفلام التي صدرت هذه السنة في فرنسا:
- 1 يناير – أتلانتك سيتي من إخراج لويس مال.

## برامج ومسلسلات وأنمي
- الحارس الشجاع

## كتب
من الكتب التي صدرت هذه السنة في فرنسا:
- 6 مايو – صحراء من تأليف جان ماري غوستاف لو كليزيو.

## مواليد

### يناير
- 1 يناير – مومو دبوز ممثل فرنسي.
- 2 يناير – جيروم بينو درّاج طريق فرنسي.
- 22 يناير – رودي ريو لاعب كرة قدم فرنسي.
- 25 يناير – غريغوري بويول لاعب كرة قدم فرنسي.
- 27 يناير – باسكال بيديمونتي لاعب كرة قدم فرنسي.
- 30 يناير – سيدريك فارولت لاعب كرة قدم فرنسي.

### فبراير
- 2 فبراير – فلورينت بالمونت لاعب كرة قدم فرنسي.
- 6 فبراير – لودوفيك ديلبورت لاعب كرة قدم فرنسي.
- 10 فبراير – بيب باديان لاعب كرة سلة فرنسي.
- 10 فبراير – سيلفين مارتشال لاعب كرة قدم فرنسي.
- 15 فبراير – زاهر بلونيس لاعب كرة قدم فرنسي.
- 16 فبراير – جيرالدين نقاش
- 21 فبراير – جيمس فانتشوني لاعب كرة قدم فرنسي.
- 23 فبراير – ماثيو بيرسون لاعب كرة قدم فرنسي.

### مارس
- 1 مارس – جيمي تراوري لاعب كرة قدم.
- 1 مارس – جينارو براسيغليانو لاعب كرة قدم فرنسي.
- 10 مارس – جوليان جيانبيري لاعب كرة مضرب فرنسي.
- 15 مارس – غريغوري ثيل لاعب كرة قدم فرنسي.
- 15 مارس – يانيك جاجنيور لاعب كرة سلة فرنسي.
- 18 مارس – سيباستيان فري لاعب كرة قدم فرنسي.
- 25 مارس – أوليفير باتنشي لاعب كرة مضرب فرنسي.
- 25 مارس – نيكولاس ديفايلدر لاعب كرة مضرب فرنسي.
- 28 مارس – أوليفييه ثوميرت لاعب كرة قدم فرنسي.

### أبريل
- 3 أبريل – لوك آرثر فيبوبي لاعب كرة سلة فرنسي.
- 15 أبريل – بيير-ألان فراو لاعب كرة قدم فرنسي.
- 19 أبريل – إميلي جوجو لاعبة كرة يد فرنسية.
- 21 أبريل – نيكولا بيدوس ممثل فرنسي.
- 22 أبريل – نيكولاس دوشيز لاعب كرة قدم فرنسي.
- 30 أبريل – كريم المرابت لاعب كرة قدم فرنسي.

### مايو
- 12 مايو – ماراما فاهيروا لاعب كرة قدم فرنسي.
- 13 مايو – الكسيس بيرتن لاعب كرة قدم فرنسي.
- 17 مايو – ستيفان روبرت لاعب كرة مضرب فرنسي.
- 18 مايو – ميشيل لودرا لاعب كرة مضرب فرنسي.
- 20 مايو – بينجامين جينتون لاعب كرة قدم فرنسي.
- 21 مايو – ماموتو ديارا لاعب كرة سلة فرنسي.
- 28 مايو – ميكائيل بورجين دراج فرنسي.

### يونيو
- 9 يونيو – أنتوني جيسلين درّاج طريق فرنسي.
- 13 يونيو – فلوران مالودا لاعب كرة قدم فرنسي.
- 26 يونيو – ريمي فيركوتر لاعب كرة قدم فرنسي.
- 26 يونيو – سينيك

### يوليو
- 6 يوليو – إيفا جرين
- 8 يوليو – باتريس لوزي لاعب كرة قدم فرنسي.
- 13 يوليو – سيدريك هينبارت لاعب كرة قدم فرنسي.
- 14 يوليو – جيروم هاهنيل لاعب كرة مضرب فرنسي.
- 17 يوليو – فريديريك أدجيوانو لاعب كرة سلة فرنسي.
- 22 يوليو – جيريمي مورو لاعب كرة قدم فرنسي.

### أغسطس
- 1 أغسطس – سيلفان أرمان لاعب كرة قدم فرنسي.
- 2 أغسطس – غيوم لاكور لاعب كرة قدم فرنسي.
- 5 أغسطس – باستين لشود سياسي فرنسي.
- 7 أغسطس – أوريلي كلوديل عارضة فرنسية.
- 9 أغسطس – بينجامين غافانون لاعب كرة قدم فرنسي.
- 10 أغسطس – فريديريك توماس لاعب كرة قدم فرنسي.
- 11 أغسطس – سيباستيان سكيلاتشي لاعب كرة قدم فرنسي.
- 16 أغسطس – جوليان أبسالون درّاج طريق فرنسي.
- 20 أغسطس – سامويل دومولين درّاج طريق فرنسي.
- 21 أغسطس – أميل شهبي
- 28 أغسطس – فوسيني دياوارا لاعب كرة قدم.

### سبتمبر
- 3 سبتمبر – نيكولاس سحنون لاعب كرة قدم فرنسي.
- 7 سبتمبر – سعيد كواشي
- 11 سبتمبر – جوليان سابلي لاعب كرة قدم فرنسي.
- 11 سبتمبر – كريستوف لو ميفيل درّاج طريق فرنسي.
- 16 سبتمبر – مايكل كولوريدو لاعب كرة قدم فرنسي.
- 18 سبتمبر – لودوفيك أسيمواسا لاعب كرة قدم توغولي.
- 28 سبتمبر – لورينت مونتويا لاعب كرة قدم فرنسي.

### أكتوبر
- 5 أكتوبر – أنتوني ليكوينت لاعب كرة قدم فرنسي.
- 6 أكتوبر – عبد الله مييته لاعب كرة قدم إيفواري.
- 7 أكتوبر – بانتشي سيرييكس لاعب كرة قدم فرنسي.
- 7 أكتوبر – ماثيو تشالمي لاعب كرة قدم فرنسي.
- 13 أكتوبر – رودي ماتر لاعب كرة قدم فرنسي.
- 14 أكتوبر – أودري مارناي
- 19 أكتوبر – فينسينت بلانتي لاعب كرة قدم فرنسي.

### نوفمبر
- 8 نوفمبر – ديومانسي كامارا لاعب كرة قدم.
- 10 نوفمبر – غريغوري أرنولين لاعب كرة قدم فرنسي.
- 12 نوفمبر – بينوا بيدريتي لاعب كرة قدم فرنسي.
- 13 نوفمبر – هوبير دوبون درّاج طريق فرنسي.

### ديسمبر
- 15 ديسمبر – إلدوي غوسوين
- 17 ديسمبر – كارولين بورغ ممثلة فرنسية.
- 24 ديسمبر – جيفري ديرنيس لاعب كرة قدم فرنسي.

## وفيات

### يناير
- 7 يناير – سيموني ماثيو (مواليد 1908) لاعبة كرة مضرب فرنسية.

### فبراير
- 22 فبراير – بيير كورب (مواليد 1908) لاعب كرة قدم فرنسي.

### مارس
- 26 مارس – رولان بارت (مواليد 1915)
- 28 ديسمبر – مارسيل لانغيلر (مواليد 1908) لاعب كرة قدم فرنسي.

### أبريل
- 6 أبريل – أوليفييه شوفالييه (مواليد 1949) متسابق دراجات نارية فرنسي.
- 15 أبريل – جان بول سارتر (مواليد 1905) فليسوف فرنسي معاصر.

### يونيو
- 16 يونيو – بينوا فور (مواليد 1899) درّاج طريق فرنسي.
- 18 يونيو – أندريه ليدوك (مواليد 1904) دراج فرنسي.

### أغسطس
- 1 أغسطس – باتريك ديبايلير (مواليد 1944)
- 10 أغسطس – باتريك بونس (مواليد 1952) متسابق دراجات نارية فرنسي.
- 24 أغسطس – أندريه بارو (مواليد 1901)

### أكتوبر
- 6 أكتوبر – جان روبك (مواليد 1921) دراج فرنسي.
- 14 أكتوبر – جان فرانسوا آدم (مواليد 1938) ممثل فرنسي.
- 14 أكتوبر – لويس جييو (مواليد 1899) كاتب فرنسي.
- 15 أكتوبر – بيتر أمير اليونان والدنمارك (مواليد 1908) عالم بعلوم الإنسان يوناني.

### نوفمبر
- 7 نوفمبر – أدرينه توماس (مواليد 1897)
- 14 نوفمبر – بيير ماجني (مواليد 1905) درّاج طريق فرنسي.

### ديسمبر
- 28 ديسمبر – مارسيل لانغيلر (مواليد 1908) لاعب كرة قدم فرنسي.